# World War Z (videogioco 2019)
World War Z è un videogioco sparatutto in terza persona sviluppato da Saber Interactive e pubblicato da Focus Home Interactive e Paramount Pictures. È stato distribuito il 16 aprile 2019 per Microsoft Windows, PlayStation 4 e Xbox One.
Il videogioco è ispirato al libro World War Z. La guerra mondiale degli zombi.

## Sviluppo
Il gioco è stato annunciato a dicembre 2017 durante la cerimonia dei Game Awards.
L'11 giugno 2021, è stata annunciata una versione rinnovata del gioco, World War Z: Aftermath, che include la Game of the Year e introduce tre nuove località (Roma, Marsiglia e la penisola della Kamchatka), nuovi personaggi, un sistema corpo a corpo rinnovato e una modalità in prima persona.
Questa nuova versione, è stata pubblicata per PC, PlayStation 4 e Xbox One il 21 settembre 2021.